# The Chinese
The Chinese är ett studioalbum av Janne Schaffer från 1974. Albumet är den amerikanska versionen av Schaffers första album Janne Schaffer.

## Låtlista
1. "Halkans Affair"
2. "No Registration"
3. "Marbles"
4. "Titus"
5. "The Chinese"
6. "Harvest Machine"
7. "Daniel Sover"
8. "Fillet Mignon"
9. "Air Mattress"